# 박량
박량(薄梁, ? ~ ?)은 전한 중기의 외척으로, 오군 사람이다. 거기장군 박소의 손자이다.

## 행적
건원 2년(기원전 139년), 아버지 박융노의 뒤를 이어 지후(軹侯)에 봉해졌다. 이후 어떻게 되었는지 알 수 없다.

## 출전
- 사마천, 《사기》 권19 혜경간후자연표
- 반고 《한서》 권19 외척은택후표

| 선대 아버지 지역후 박융노 | 전한의 지후 기원전 138년 ~ ? | 후대 (불명) |